# Majlis de las Maldivas
El Majlis del Pueblo (en dhivehi: ރައްޔިތުންގެ މަޖިލިސް; translit: Rayyithunge Majilis) es el cuerpo legislativo unicameral de la República de Maldivas. El Majlis tiene la autoridad de promulgar, enmendar y revisar leyes, excepto la constitución de Maldivas. El Majlis está compuesto por 93 miembros. 
Todos los años, el último jueves de febrero, el Majlis es inaugurado por el presidente de Maldivas. Durante la ceremonia de apertura, el presidente describe sus políticas y logros en su mandato presidencial. El presupuesto anual del estado también es aprobado por el Majlis.
La figura del Majlis del Pueblo fue establecida durante el reinado del sultán Muhammad Shamsuddeen III, que había convocado en 1931 un consejo para dotar al país de una constitución. La misma incluía por primera vez la figura de un poder legislativo autónomo, siendo promulgada el 22 de diciembre de 1932. El Majlis empezó a sesionar el 13 de enero de 1933, y Muhammad Fareed Didi fue su primer presidente. Su composición y prerrogativas han variado mucho con el paso de los años.

## Presidente del Majlis del Pueblo
| Presidente | Presidente                         | Partido | Partido     | Mandato                  | Mandato                  | Vicepresidente | Vicepresidente    | Elección | Elección |
| Presidente | Presidente                         | Partido | Partido     | Inicio                   | Fin                      | Vicepresidente | Vicepresidente    | Elección | Elección |
| ---------- | ---------------------------------- | ------- | ----------- | ------------------------ | ------------------------ | -------------- | ----------------- | -------- | -------- |
|            | Muhammad Fareed Didi               |         | Apartidista | 21 de octubre de 1933    | 25 de junio de 1942      | Desconocido    | Desconocido       |          |          |
|            | Ahmed Kamil Didi                   |         | Apartidista | 27 de junio de 1942      | 29 de octubre de 1944    | Desconocido    | Desconocido       |          |          |
|            | Ibrahim Ali Didi                   |         | Apartidista | 30 de octubre de 1944    | 7 de noviembre de 1945   | Desconocido    | Desconocido       |          |          |
|            | Ali Kuda Rannabandeyri Kilegefaanu |         | Apartidista | 8 de noviembre de 1945   | 3 de marzo de 1948       | Desconocido    | Desconocido       |          |          |
|            | Muhanmadu Naseeru Maniku           |         | Apartidista | 12 de abril de 1948      | 12 de abril de 1952      | Desconocido    | Desconocido       |          |          |
|            | Malin Musaa Mafai Kalegefaanu      |         | Apartidista | 13 de abril de 1952      | 21 de octubre de 1953    | Desconocido    | Desconocido       |          |          |
|            | Ibrahim Fareed Didi                |         | Apartidista | 1 de marzo de 1954       | 3 de octubre de 1959     | Desconocido    | Desconocido       |          |          |
|            | Ahmed Zaki                         |         | Apartidista | 3 de octubre de 1959     | 1 de agosto de 1972      | Desconocido    | Desconocido       |          |          |
| 1969       | Ahmed Zaki                         |         | Apartidista | 3 de octubre de 1959     | 1 de agosto de 1972      | Desconocido    | Desconocido       |          |          |
|            | Ahmed Shathir                      |         | Apartidista | 1 de octubre de 1972     | 11 de noviembre de 1982  | Desconocido    | Desconocido       |          |          |
| 1974       | Ahmed Shathir                      |         | Apartidista | 1 de octubre de 1972     | 11 de noviembre de 1982  | Desconocido    | Desconocido       |          |          |
| 1979       | Ahmed Shathir                      |         | Apartidista | 1 de octubre de 1972     | 11 de noviembre de 1982  | Desconocido    | Desconocido       |          |          |
|            | Ibrahim Shihab                     |         | Apartidista | 11 de noviembre de 1982  | 14 de enero de 1988      | Desconocido    | Desconocido       |          |          |
| 1984       | Ibrahim Shihab                     |         | Apartidista | 11 de noviembre de 1982  | 14 de enero de 1988      | Desconocido    | Desconocido       |          |          |
|            | Abdulla Hameed                     |         | Apartidista | 15 de enero de 1988      | 22 de enero de 1990      | Desconocido    | Desconocido       |          |          |
| 1989       | Abdulla Hameed                     |         | Apartidista | 15 de enero de 1988      | 22 de enero de 1990      | Desconocido    | Desconocido       |          |          |
|            | Ahmed Zaki                         |         | Apartidista | 22 de enero de 1990      | 11 de noviembre de 1993  | Desconocido    | Desconocido       |          |          |
|            | Abdulla Hameed                     |         | Apartidista | 11 de noviembre de 1993  | 13 de septiembre de 2004 | Desconocido    | Desconocido       |          |          |
| 1994       | Abdulla Hameed                     |         | Apartidista | 11 de noviembre de 1993  | 13 de septiembre de 2004 | Desconocido    | Desconocido       |          |          |
| 1999       | Abdulla Hameed                     |         | Apartidista | 11 de noviembre de 1993  | 13 de septiembre de 2004 | Desconocido    | Desconocido       |          |          |
|            | Ahmed Zahir                        |         | PDR         | 13 de septiembre de 2004 | 6 de agosto de 2008      |                | Mohamed Shihab    |          |          |
| 2005       | Ahmed Zahir                        |         | PDR         | 13 de septiembre de 2004 | 6 de agosto de 2008      |                | Mohamed Shihab    |          |          |
|            | Mohamed Shihab                     |         | PDR         | 12 de agosto de 2008     | 28 de mayo de 2009       |                | Abdulla Shahid    |          |          |
|            | Abdulla Shahid                     |         | PDR         | 29 de mayo de 2009       | 28 de mayo de 2014       |                | Ahmed Nazim       | 2009     |          |
|            | Abdulla Maseeh Mohamed             |         | PPM         | 29 de mayo de 2014       | 1 de noviembre de 2018   |                | Moosa Manik (MDP) | 2014     |          |
|            | Qasim Ibrahim                      |         | MUO (JP)    | 1 de noviembre de 2018   | 28 de mayo de 2019       |                | Moosa Manik (MDP) | 2014     |          |
|            | Mohamed Nasheed                    |         | MDP         | 29 de mayo de 2019       | Presente                 |                | Eva Abdulla       | 2019     |          |